# Чемпіонат Швейцарії з хокею 1976
Чемпіонат Швейцарії з хокею 1976 — 65-й чемпіонат Швейцарії з хокею (Національна ліга А). Чемпіонат пройшов за торішньою формулою, команди зіграли між собою по 4 матчі. За підсумками чотирьох кіл виявили чемпіона, ХК «Лангнау» (1 титул). НЛА покинув ХК «Вілларс», який вибув до НЛБ.

## Підсумкова таблиця
| М  | Команда         | І  | Пер | Н | Пор | ШЗ  | ШП  | О  |
| -- | --------------- | -- | --- | - | --- | --- | --- | -- |
| 1. | ХК «Лангнау»    | 28 | 18  | 3 | 7   | 132 | 85  | 39 |
| 2. | ХК «Біль»       | 28 | 18  | 0 | 10  | 146 | 118 | 36 |
| 3. | СК «Берн»       | 28 | 16  | 3 | 9   | 158 | 92  | 35 |
| 4. | «Ла Шо-де-Фон»  | 28 | 15  | 2 | 11  | 139 | 122 | 32 |
| 5. | ХК «Сьєр»       | 28 | 11  | 3 | 14  | 121 | 137 | 25 |
| 6. | ХК Амбрі-Піотта | 28 | 10  | 3 | 15  | 90  | 119 | 23 |
| 7. | ХК «Клотен»     | 28 | 11  | 1 | 16  | 110 | 152 | 23 |
| 8. | ХК «Вілларс»    | 28 | 5   | 1 | 22  | 74  | 145 | 11 |

## Найкращі бомбардири
1. Бернар Ганьон (ХК «Сьєр») - 49 очок (34+15)
2. Баррі Дженкінс (ХК «Біль») - 49 очок (26+23)